# Принц Альбрехт (отель)
Отель «Принц Альбрехт» (нем. Hotel Prinz Albrecht) — известная в первой половине XX века гостиница первого класса в центре Берлина по улице Принц-Альбрехт-штрассе, названной в честь принца Альбрехта Прусского. В 1920-е годы являлась местом встреч политиков националистического толка. Во времена Третьего рейха в здании отеля размещалась штаб-квартира рейхсфюрера СС Генриха Гиммлера. Во Вторую мировую здание было разрушено.
В 1891 году владелец земельного участка из дворянского рода Верстернхагенов возвёл здание гостиницы, которое спустя десять лет продал братьям Брандтам. Они реконструировали гостиницу и открыли её в 1902 году под названием «Принц Альбрехт» по названию улицы. В 1909 году здание было реконструировал в стиле модерн архитектор Бруно Мёринг. «Принц Альбрехт» представлял собой отель средних размеров поблизости от Ангальтского и Потсдамского вокзалов, располагавший около сотней номеров и предлагавший клиентам также услуги по проведению свадеб, семейных торжеств и балов. В 1911 году отель обзавёлся гаражом. В здании работали несколько контор и винный магазин. После Первой мировой войны в 1920-е годы отель «Принц Альбрехт» стал местом встреч националистически настроенных кругов, в нём несколько раз для встреч с промышленниками и представителями дворянства и чиновничества появлялся лидер НСДАП Адольф Гитлер. С февраля 1932 года в отеле «Принц Альбрехт» проводили свои совещания Гитлер, Геббельс и депутаты прусского ландтага от НСДАП. В марте 1932 года гостиница объявила о банкротстве после смены владельца. После прихода к власти национал-социалистов СС приобрела несколько зданий на улице Принц-Альбрехт-штрассе, находившейся в непосредственной близости от правительственного квартала на Вильгельмштрассе.
8 ноября 1934 года в здание гостиницы въехали высшие должностные лица и органы СС, в том числе личный штаб Генриха Гиммлера, управление СС и кадровая канцелярия СС. К зданию гаража при гостинице добавилась пристройка, связавшая напрямую отель со зданием, где размещалась штаб-квартира гестапо. В 1943—1945 годах комплекс зданий бывшей гостиницы «Принц Альбрехт» был разрушен в результате бомбардировок Берлина союзнической авиацией. Руины зданий были ликвидированы в середине 1950-х годов. С мая 2010 года на месте гостиницы «Принц Альбрехт» размещается документационный центр Фонда «Топография террора».